# Écurie
Écurie település Franciaországban, Pas-de-Calais megyében. Lakosainak száma 374 fő (2022. január 1.). Écurie Neuville-Saint-Vaast, Sainte-Catherine és Roclincourt községekkel határos.

## Népesség
A település népességének változása:
| Lakosok száma | 391  | 397  | 398  | 386  | 381  | 381  | 380  | 378  | 374  |
|               | 2013 | 2015 | 2016 | 2017 | 2018 | 2019 | 2020 | 2021 | 2022 |